# Személyes adat
Személyes adatnak minősül egy természetes személlyel kapcsolatba hozható minden adat, valamint az adatból levonható, az érintettre vonatkozó következtetés.
Személyes adat bármely meghatározott (azonosított vagy azonosítható) természetes személlyel (a továbbiakban: érintett) kapcsolatba hozható adat, az adatból levonható, az érintettre vonatkozó következtetés. A személyes adat az adatkezelés során mindaddig megőrzi e minőségét, amíg kapcsolata az érintettel helyreállítható. A személy különösen akkor tekinthető azonosíthatónak, ha őt – közvetlenül vagy közvetve – név, azonosító jel, illetőleg egy vagy több, fizikai, fiziológiai, mentális, gazdasági, kulturális vagy szociális azonosságára jellemző tényező alapján azonosítani lehet;
A természetes személyek háborítatlan magánélethez való joga alkotmányos alapjog, amely magában foglalja a személyes adatok feletti önrendelkezést, az úgynevezett információs önrendelkezést, ezért személyes adatok kényszerrel csak alkotmányos eszközökkel, törvényes és tisztességes módon gyűjthetők, illetve az érintett önkéntes beleegyezésével.

## Különleges személyes adatok
Az 1992. évi LXIII. törvény kiemelt védelemben részesítette az úgynevezett különleges személyes adatokat.
különleges személyes adat:
a) a faji eredetre, a nemzeti és etnikai kisebbséghez tartozásra, a politikai véleményre vagy pártállásra, a vallásos vagy más világnézeti meggyőződésre, az érdekképviseleti szervezeti tagságra,
b) az egészségi állapotra, a kóros szenvedélyre, a szexuális életre vonatkozó adat, valamint a bűnügyi személyes adat;

## Személyes egészségügyi adat
A különleges személyes adatok közé tartoznak a személyes egészségügyi adatok. Az egészségügyi adatkezelési törvény definiálja a személyes egészségügyi adat fogalmát:
az érintett testi, értelmi és lelki állapotára, kóros szenvedélyére, valamint a megbetegedés, illetve az elhalálozás körülményeire, a halál okára vonatkozó, általa vagy róla más személy által közölt, illetve az egészségügyi ellátóhálózat által észlelt, vizsgált, mért, leképzett vagy származtatott adat; továbbá az előzőekkel kapcsolatba hozható, az azokat befolyásoló mindennemű adat (például magatartás, környezet, foglalkozás);
A Magyar Alkotmánybíróság 65/2002. (XII. 3.) AB határozatával a fenti paragrafusból törölte az "Amennyiben a 4. § (1) bekezdése szerinti célból indokolt, a szexuális szokásokra vonatkozó adat is egészségügyi adatnak minősül." mondatot. Ezért ilyen adatok felvételére kizárólag akkor kerülhet sor, ha abba a páciens írásban beleegyezik.

## Példák érzékeny adatokra
Az érzékeny adatok törvényben értelmezett fogalma tág: adatnak minősül minden olyan információ, ami az adott személyt jellemzi, rá vonatkozik, vagy vele kapcsolatba hozható. Ilyen adatok például a természetes személyazonosító adatok (név, lakóhely, születési hely és idő stb.), illetve a családi állapotra, a szakképzettségre, a vagyoni helyzetre, munkahelyre,  ismerősökre, barátokra, utazásokra, vásárlásokra és a banki ügyekre, … vonatkozó adatok. Különleges szenzitív adatnak számít: szexuális élet, egészségügyi állapot, vallási/ világnézeti meggyőződés, érdekképviseleti szerv tagság, káros szenvedély, bűnügyi személyes adat, nemzeti/ etnikai hovatartozás.

## Anonimizálás
Tekintettel arra, hogy a személyes adatok kezelése szigorúan szabályozott, a nem személyes adatoké ellenben szabad, fontos érdek fűződik ahhoz, hogy az adatkezelők megszabaduljanak a törvényi korlátozásoktól és szabadon felhasználható adatállományokon dolgozhassanak. Az anonimizálás az adatokon végzett olyan átalakítás, amelynek a célja az, hogy a korábban természetes személyhez kapcsolható adatokat elszakítsák a természetes személyektől. Amennyiben ennek eredményeként olyan adatállományt kapnak, amelyben az információ már nem kapcsolható össze egy-egy természetes személlyel – anonim adatokat kapnak. Ezek az adatok az adatvédelmi törvény szerint már nem számítanak személyes adatnak. Egy adatállományt k-anonimnak nevezünk, ha az a legkevesebb számú természetes személy, amely egy-egy rekordhoz rendelhető éppen k. Ha k értéke eléri a néhány százat vagy ennél több, az már elegendő védelmet biztosít az érintettek számára, hogy megőrizhessék névtelenségüket.
Az egykori adatvédelmi törvény szerint az anonimizálás adatkezelés, amelyet egy törvény előírása alapján lehet csak elvégezni, illetve az érintett beleegyezésével. Az anonimizált adatokra, ezután már nem vonatkozik a személyes adatok védelmének kötelezettsége.

## Az érintettek alanyi jogai a személyes adataikhoz
Az Európa Tanács ETS-108 számú 1981-es Strasbourgi Egyezménye (Magyarországon hatályos az 1998. évi VI. törvény szerint) mondta ki először nemzetközi jogi dokumentumként azt, hogy az érintetteknek alanyi jogaik vannak a róluk tárolt személyes adatokkal kapcsolatban. Az egyezmény 8. cikke fel is sorolta ezeket a jogokat: nyílt adatfelvétel, az érintett tudomással bírjon és tudatában legyen az adatkezelésnek, utólag, adott időközönként tájékoztatást kérhessen a tárolt adatairól, kérhesse az adatok kijavítását és törlését, továbbá jogorvoslati lehetőség, ha valamely kérését nem teljesíti az adatkezelő.
Az érintettek alanyi jogainak további bővítését biztosította a személyes adatok feldolgozása vonatkozásában az egyének védelméről és az ilyen adatok szabad áramlásáról szóló 95/46/EK európai parlamenti és tanácsi irányelv. Az Európai Unió adatvédelmi irányelvének a nemzeti jogbeli megfelelője Magyarországon (többek között) az információs önrendelkezési jogról és az információszabadságról szóló 2011. évi CXII. törvény.
A személyes adatok védelme a magyar alkotmány 59. §-ában biztosított alapjog volt. Az alkotmányt felváltó  alaptörvény VI. cikke biztosítja ugyanezt a jogot, ám az U. cikk (4) bekezdése szerint a „kommunista diktatúra hatalombirtokosai a […] szerepükre és cselekményeikre vonatkozó tényállításokat […] tűrni kötelesek, […] személyes adataik nyilvánosságra hozhatók.”.